# ロシア農業党
ロシア農業党（ロシアのうぎょうとう、ロシア語: Аграрная Партия России（АПР）、Agrarnaya Partiya Rossii、Agrarian Party of Russia）は、かつてロシアに存在した政党。1993年結成。初代党首はミハイル・ラプシン。副首相を務めたアレクサンドル・ザヴェリューハ（ザベリューハ）も党幹部であった。

## 概要
1993年12月ロシア連邦議会下院選挙では、8パーセントの投票率で、37議席を獲得した。また、党幹部のイワン・ルイプキンを下院議長に送り込むことに成功した。1995年12月下院選挙では、農業党は得票率3.78パーセントに終わり、比例代表での議席獲得に必要な5パーセント条項をクリアすることが適わず、小選挙区で20議席を獲得することしかできなかった。以後、党勢は衰退に向かい1999年12月下院選挙では独自候補を立てず選挙連合「祖国・全ロシア」に加わったものの、再び候補者を立てた2003年12月7日の下院選挙では、3.6パーセントの得票率に終わり、450議席中、小選挙区で2議席を獲得するに留まった。2004年のロシア大統領選挙では、農業党党員のニコライ・ハリトーノフが、ロシア連邦共産党の大統領候補として立候補し選挙戦を戦った。ハリトーノフは、13,7パーセントを獲得し、現職のプーチン大統領に次いで、2位につけた。
1990年代に農業党はロシア連邦共産党の同盟者として下院における補完関係にあり、農業部門のために社会主義的な、より大きな国庫補助を主張してきた。主な支持基盤はコルホーズ、ソフホーズ、農工コンプレックスの指導層や地域の有権者であった。
2007年の下院選挙では議席獲得要件を7パーセントとする完全比例代表制が導入されたため、2.3パーセントの得票に留まった農業党は下院の全議席を失った。
2008年ロシア大統領選挙では、従来のロシア連邦共産党との共闘路線を転換してドミートリー・メドヴェージェフ第一副首相を支持し、その当選に貢献した。
2008年10月10日、すでに政権寄りとなっていた農業党は正式に解散し、政府与党「統一ロシア」に吸収合併された。

## 歴代党首
| 代   | 氏名                       | 任期            |
| ---- | -------------------------- | --------------- |
| 初代 | ミハイル・ラプシン         | 1993年 — 2004年 |
| 2代  | ウラジーミル・プロトニコフ | 2004年 — 2009年 |
| 3代  | オリガ・バシュマチニコワ   | 2012年 — 現職   |